# Eois dissensa
Eois dissensa är en fjärilsart som beskrevs av William Schaus 1912. Eois dissensa ingår i släktet Eois och familjen mätare. Inga underarter finns listade i Catalogue of Life.